# Río Ornain
El río Ornain es un río de 120 km de longitud ubicado al noreste de Francia, es afluente directo del Saulx (cuenca del Sena). Nace cerca de la villa de Gondrecourt-le-Château por la confluencia de dos ríos más pequeños, el Ognon y el Maldite. En su trayecto, generalmente fluye hacia el noroeste y cruza los siguientes departamentos y pueblos:
- Meuse: Gondrecourt-le-Château, Ligny-en-Barrois, Bar-le-Duc, Revigny-sur-Ornain
- Marne

El Ornain se une al Saulx en Pargny-sur-Saulx. El segmento del Marne-Rhine Canal entre Demange-aux-Eaux y Sermaize-les-Bains fluye paralelo al Ornain.